# Pseudotomentella ochracea
Pseudotomentella ochracea är en svampart som beskrevs av Kõljalg & E. Larss. 1998. Pseudotomentella ochracea ingår i släktet Pseudotomentella och familjen Thelephoraceae.   Inga underarter finns listade i Catalogue of Life.